# 周长庚 (1911年)
周长庚（1911年—1970年），中国人民解放军将领、中国人民解放军开国少将。
曾任中国人民解放军成都军区后勤部卫生部部长。1955年，授予中国人民解放军少将。